# دير قطينة (الحديدة)
ديرة أل قطينة هي إحدى قرى مديرية المنيرة، التابعة لمحافظة الحديدة اليمنية، بلغ تعداد سكانها 1016 نسمة حسب الإحصاء الذي أجري عام 2004.